# Massacre de Weenen

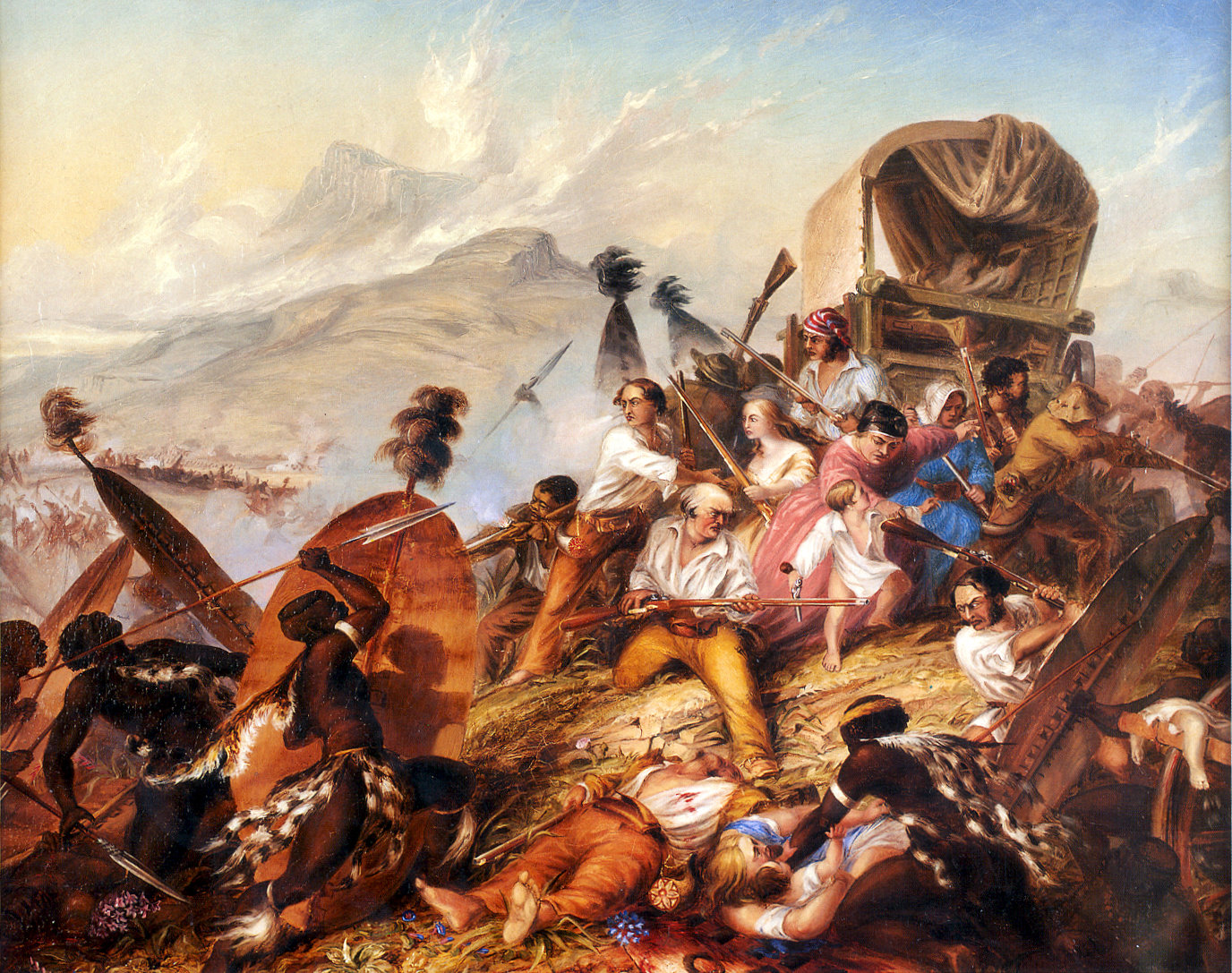
Massacre de Weenen - illustration par Charles Bell

Le massacre de Weenen (en afrikaans : Bloukransmoorde) est une action armée des Zoulous qui occasionna la mort de nombreux Voortrekkers, Khoikhois et Basothos le 17 février 1838. Les massacres eurent lieu à Doringkop, Bloukrans River, Moordspruit, Rensburgspruit, et d’autres sites autour de la ville actuelle de Weenen dans la province du KwaZulu-Natal en Afrique du Sud.

## Contexte

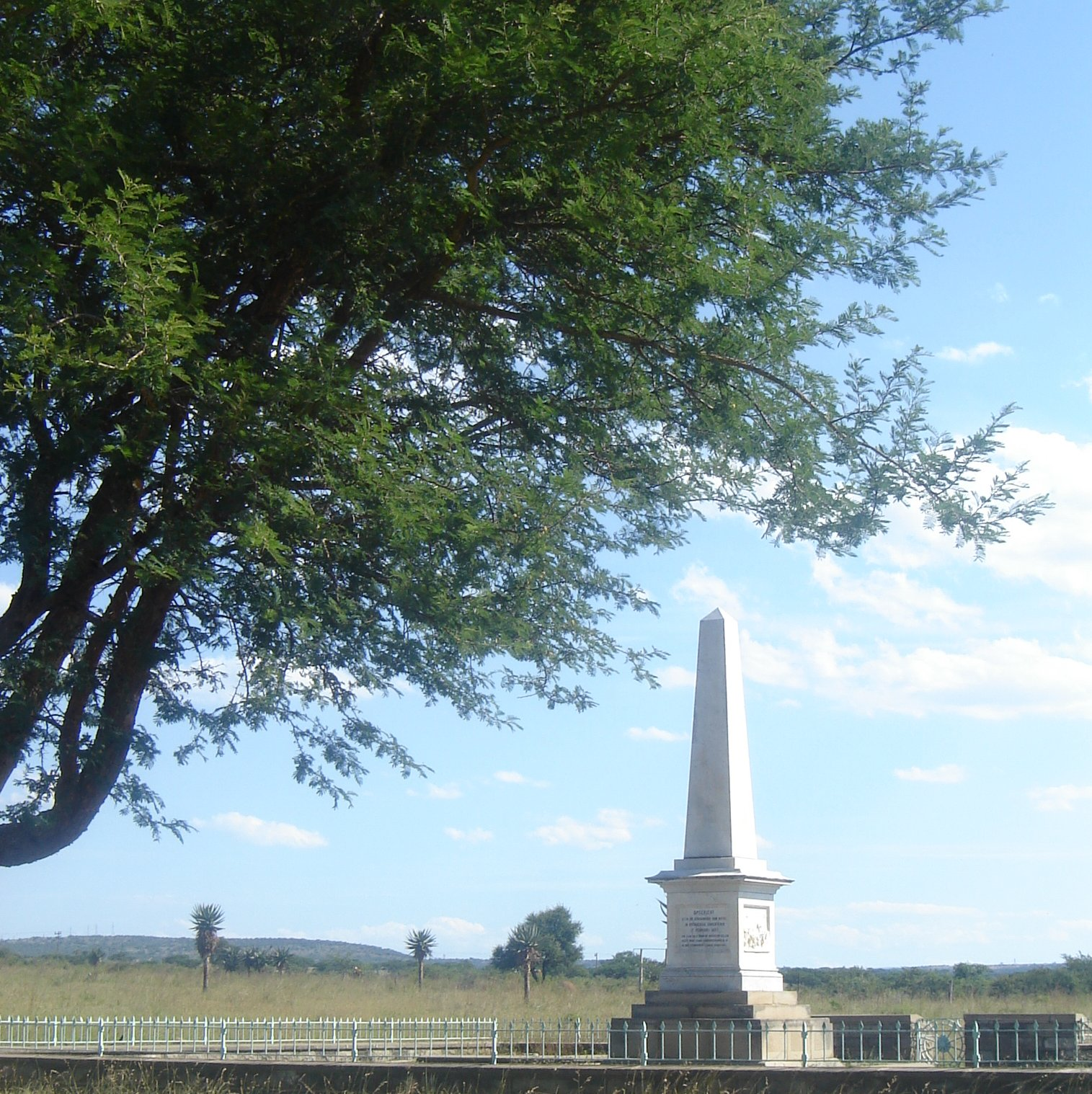
Monument en mémoire des victimes

Sous la conduite notamment de Piet Retief, les Boers avaient quitté la colonie du Cap à bord de leurs chars à bœufs pour s'aventurer à l'intérieur des terres de l'Afrique du Sud, franchir les montagnes du Drakensberg dans le but de s'installer sur des territoires où ils pourraient créer des républiques indépendantes. Ces Boers seront appelés voortrekkers et cet épisode de migration connu comme le grand Trek.
En novembre 1837, Piet Retief avait exploré la région de Port Natal et pris contact avec le roi Zoulou Dingane kaSenzangakhona pour lui proposer de négocier un traité foncier permettant l'installation des voortrekkers dans la région de la rivière Tugela. Retief avait évoqué imprudemment à cette occasion les faits d'armes des Voortrekkers, notamment leur victoire lors de la bataille de Vegkop contre le roi Mzilikazi, provoquant la méfiance de Dingane. 

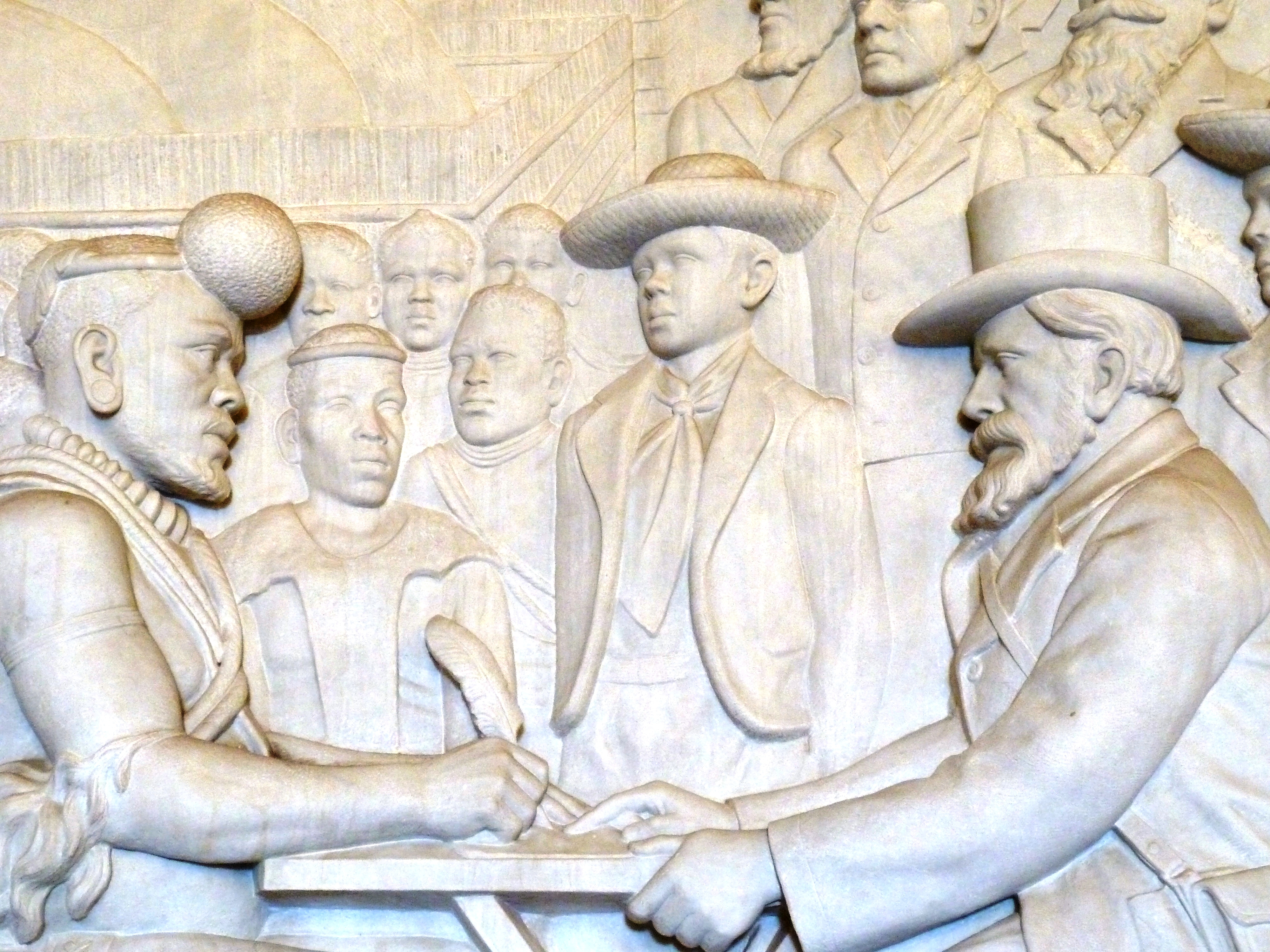
Signature du traité entre Piet Retief et Dingane à uMgungundlovu en février 1838 (frise du Voortrekker Monument).

En janvier 1838, Retief s'était installé au Natal avec son groupe de voortrekkers, dans la région de la Tugela, pensant qu'il pourrait conclure cet accord avec Dingane sur des frontières permanentes de la colonie du Natal. Il obtint la signature de l'acte de cession de la région de Tugela-Umzimvubu par Dingane le 6 février 1838 qui à cette occasion invite Retief et 70 de ses hommes à rester à son kraal d'uMgungundlovu pour fêter cet accord. Bien accueillis et mis en confiance, Retief, son fils et leurs compagnons acceptèrent d'être désarmés pour participer au banquet au cours duquel sur l'ordre du Roi (Bulalani abathakathi! soit tuer les sorciers), ils sont massacrés jusqu'au dernier ainsi que 30 employés noirs qui les accompagnaient, à coup de pierres et de bâtons, leurs corps empalés et livrés aux charognards sur la colline de Kwa Matiwane où leurs corps sont éventrés selon la coutume zouloue.

## Massacre de Weenen

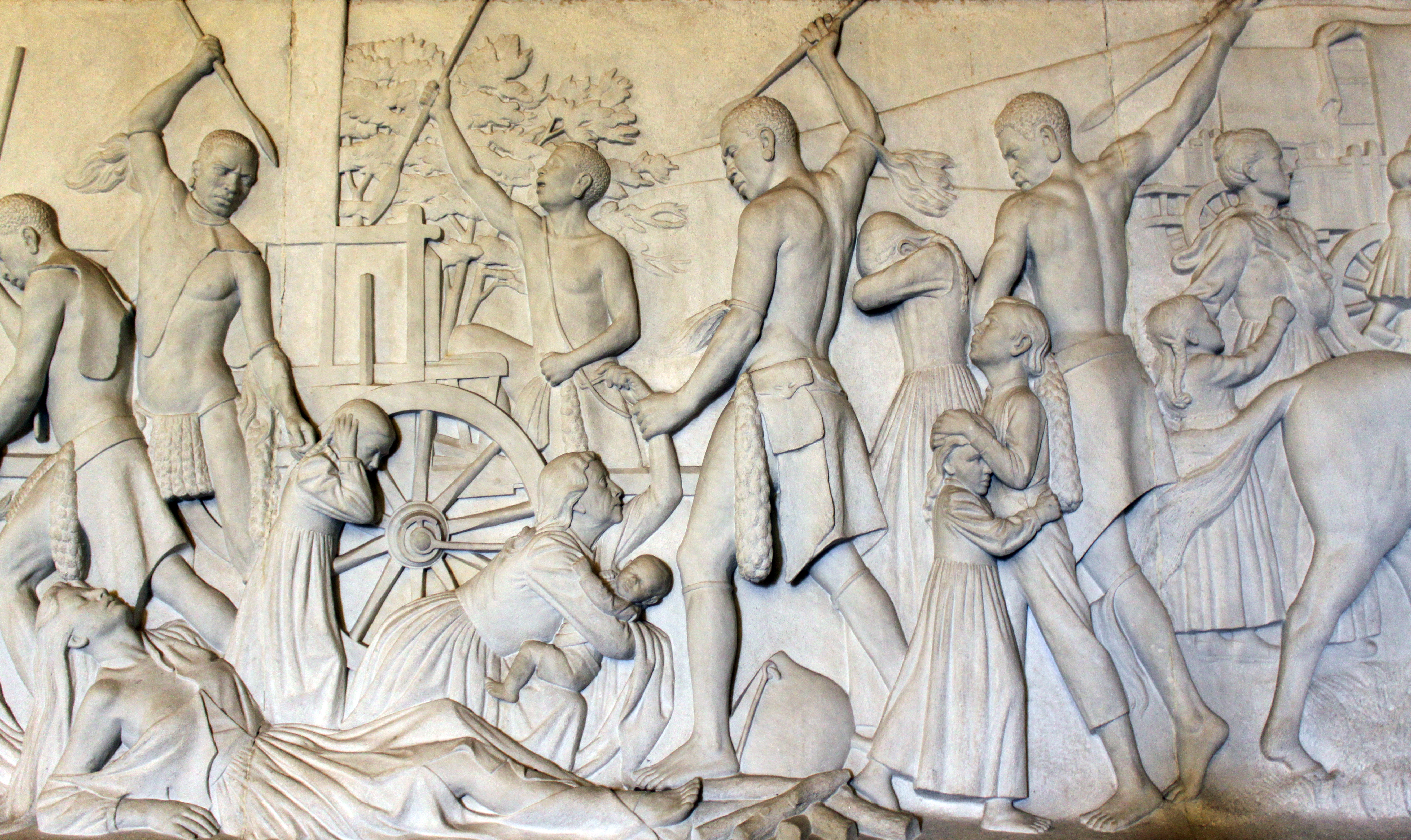
Fresque du Voortrekker Monument représentant le massacre des Voortrekkers à Bloukrans

Dingane donne alors l'ordre d'attaquer les campements boers de la région et de massacrer tous ceux qui s'y trouvaient. 
Ainsi 7 000 impis sont envoyés pour attaquer les campements voortrekkers dans les contreforts du Drakensberg à Doringkop, Bloukrans (Blaauwekrans), Moordspruit, Rensburgspruit et d’autres sites le long de la rivière Bushman (en isizulu : Mtshezi). 
Dans la nuit du 16 au 17 février, 41 hommes, 56 femmes et 185 enfants boers sont ainsi tués par les assaillants zoulous, anéantissant la moitié du contingent de Voortrekkers au Natal,. Entre 250 et 252 Khoikhois et Basothos qui accompagnaient les Voortrekkers sont également victimes des impis zoulous ce qui porte les pertes totales à plus de 530 morts. Dès lors, les divers campements voortekkers sont assiégés et seuls ceux qui parviennent à former leurs chariots en laager parviennent à résister.

## Conséquences
Le massacre de la délégation de Piet Retief et le massacre de Weenen motivent les Voortrekkers pour affronter les Zoulous, le 16 décembre 1838, lorsque 470 Voortrekkers affrontent environ 15 000 Zoulous et remportent la victoire lors de la bataille de Blood River.

## Suites du massacre
La ville de Weenen (qui veut dire "pleurer" en néerlandais) a été fondée deux mois après le massacre.